# Dicaeum nehrkorni
El Picaflores de Nehrkorn (Dicaeum nehrkorni) es una especie de ave paseriforme en la familia Dicaeidae.

## Distribución
Es endémica de las selvas de Célebes.